# 崔成泓
崔成泓（：／ Choi Sung-hong，1939年12月24日—2020年9月17日），男，韩国外交官，前外交通商部长。本贯朔寧崔氏。

## 生平
1962年毕业于首尔大学法学院。1963年毕业于研究生院。1966年进入外交部工作。历任驻西德大使馆三等秘書、驻意大利大使馆一等秘書、外交部条约科长、驻阿拉伯联合酋长国参赞、外交部国际经济課长、总统礼宾事务秘书、驻加拿大蒙特利尔總领事馆总领事、外交部欧州局长、驻匈牙利大使、驻联合国副大使、外交通商部助理次官（次官补）、驻英国大使等职。2001年4月出任外交通商部次官。2002年2月至2003年2月，担任外交通商部长。2010年2月，他与前陆军参谋长南在俊一同受聘为西京大学客座教授。2020年9月17日逝世。